# Historia del Club The Strongest

## Antecedentes
El fútbol llegó a la ciudad de La Paz en 1877 de la mano de Miguel Laraburre y Emilio Zalles, dos jóvenes paceños que habían retornado de realizar sus estudios en Inglaterra, donde habían aprendido la práctica de este deporte que ya era muy popular en Europa.
Sin embargo, en Sudamérica aún no estaba arraigado por lo que sus intentos de establecerlo en Bolivia se vieron frustrados, más si cabe con el estallido de la guerra del Pacífico (1879-1884) que detuvo y desanimó todo emprendimiento deportivo durante la siguiente década.
Recién entre 1886 y 1890 es que nuevamente se intenta establecer el fútbol, pero esta vez de la mano de los trabajadores ingleses del ferrocarril en Oruro de donde se expande al resto de las ciudades del occidente boliviano.
En La Paz es recién en 1899 que se funda el primer club de fútbol llamado La Paz Foot Ball Club que protagonizó la primera "Gran Rivalidad del fútbol paceño" frente al Bolivian Rangers FBC (1901). 
De ahí en adelante surgieron decenas de clubes que tuvieron una vida efímera entre los cuales resaltó el Thunder Foot Ball Club, fundado en 1904 y desaparecido en 1907, pero que en ese tiempo se convirtió en el equipo más popular de la ciudad de La Paz a tal punto que en 1905 fue el primer representante de La Paz en el Torneo Interdepartamental de clubes de fútbol, enfrentando y venciendo al decando Oruro Foot Ball Club (1896).

## Fundación
Un grupo de 12 jóvenes estudiantes del American Institute y del Colegio San Simón, se reunían habitualmente en un kiosco de la Plaza Murillo en el centro de la ciudad de La Paz. Es allí, donde el 25 de marzo de 1908 tuvieron la idea de fundar un nuevo club de fútbol.  Estos muchachos eran algunos jugadores del Club 20 de Octubre (Hugo Alipaz y Víctor Manuel Franco), y otros hinchas del Thunder F.B.C., clubes que habían desaparecido unos meses antes por lo que decidieron que era el momento de crear la entidad más sólida y cuya duración no se limitara a unos meses o unos pocos años como era costumbre en aquel entonces. Tomando en consideración esto es que crearon una nueva institución y la bautizaron como Strong Foot Ball Club.
El día miércoles 8 de abril de 1908 por la tarde, en la casa de Alberto Requena, entre las calles Buenaventura Bueno y Juan de la Riva, se reunieron 12 de ellos, a saber, José León López Villamil, el mismo Alberto Requena, Víctor Franco, Francisco Guachalla, Juancho González, Alberto Tavel, Felipe González, Armando Elio, Luis Rivera, Isaac González, Luis Felipe Dick e Isaac Alípaz (Adrián Deheza era el que se hallaba estudiando en Alemania), y elaboraron el acta fundacional que fue firmada por todos ellos. Aquel documento desapareció sin posibilidad de recuperación. 
En 1958 sin embargo, los fundadores, aun con vida, decidieron escribir un nuevo manifiesto, que fue entregado en solemne ceremonia, a la directiva en funciones de aquella época. Una parte de este manifiesto dice así:

«Señores Presidente y Secretario del Club "The Strongest" Presente

De nuestra mayor consideración:

Los socios fundadores de The Strongest Foot-Ball Club, que suscribimos al pie de la presente, tenemos el agrado de referirnos a su atento oficio circular de fecha 10 del mes en curso, para agradecerles con toda la emoción de nuestros corazones, la invitación que se han servido hacernos, con motivo de la celebración de las "Bodas de Oro" de nuestra querida Institución gualdinegra y aceptamos colaborar en la medida de nuestros esfuerzos, el programa de festejos que el Directorio que Uds. acertadamente presiden, han de celebrar en el día clásico de nuestro glorioso The Strongest.
Con respecto al pedido de informes sobre la nómina de socios fundadores de The Strongest, tenemos el agrado de adjuntar un memorial sintético, historiando a largos rasgos, la actuación de la guardiavieja de nuestro club, hasta el año 1932, refiriéndonos a nuestro primer acápite del año 1908, a los socios que tuvimos la suerte de fundar el glorioso The Strongest, que Uds. actualmente lo dirigen dignamente, aumentando su prestigio deportivo, por lo que felicitamos a Uds. sinceramente.
También nos permitimos recordar que uno de nuestros prestigiosos socios hizo donación a la Secretaría del Club, de una album de recortes de prensa, sobre la actuación deportiva de nuestros socios antiguos.- Rogamos a Uds. hacer las investigaciones del caso, para saber si existen en los archivos del club, estos valiosos documentos, que pueden salvarnos de dudas, omisiones y mal entendidos.
Aprovechamos de esta grata oportunidad para reiterar a Uds. nuestros agradecimientos por las deferencias de que somos objeto y saludarlos con nuestro más distinguido aprecio personal de cada uno de nosotros.

José López Villamil, J. Francisco Guachalla

Hugo Alípaz S., Victor Franco

Armando Elío, Luis Rivera

Adrian Deheza (Ausente)

Ramón Gonzales E.»

-La Paz 10 de abril de 1958

La primera directiva quedó compuesta de la siguiente manera:
| - Presidente: - José León López Villamil - Vicepresidente: - Alberto Tavel - Secretario General: - Francisco Guachalla - Tesorero: - Armando Elío |  | - Vocales: - Ramón González - Alberto Requena - Hugo Alipaz Solares - Isaac Gonzales - Luis Rivera - Víctor Manuel Franco - César Andrade - Adrián Deheza - Juan González Quint |

La nueva directiva, decidió aquel día entre otras cosas, los colores que identificarían al Club, el modelo de las camisetas para la práctica del foot ball y luego el primer cambio a la denominación del Club que pasó a de ser Strong FBC a The Strongest FBC.

“Fuerte no es lo cabal, nosotros dijimos ¡El más fuerte!”
Víctor Manuel Franco, socio fundador y jugador de The Strongest, 1908

### Crecimiento del Foot Ball
Era una época en la que no se realizaban torneos regulares y la práctica del fútbol se organizaba mediante desafíos ante la falta de un ente rector y en el que se establecían las reglas, muchas veces particulares para cada encuentro.
El lugar habitual de los "matches" de foot ball era la plazuela San Pedro para los encuentros principales de la ciudad. La 'pampita' de la Tejería o la cancha del Instituto Americano, fueron los sitios donde The Strongest comenzó su actividad, para posteriormente comenzar a jugar en la finca de los hermanos Ernst en la Avenida Arce donde por primera vez se estableció una cancha dedicada exclusivamente a la práctica del football y que prontamente contó con graderías para los espectadores. 
El primer plantel de The Strongest en 1908 estuvo conformado de la siguiente manera:
Arquero: Alberto Requena Crespo
Defensores: Luis Rivera y el "Pachacha" González(c)
Mediocampistas: Alberto Tavel, José López Villamil y "Juancho" González
Delanteros: Víctor Manuel Franco, Armando Elío, Francisco Guachalla, Isaac González y Hugo Alipaz
Suplente: César Andrade

## Primeros años 1908-1913
El primer partido de The Strongest se jugó el mismo año de 1908, frente a su equipo 'hermano', el Dread Foot-ball Club, equipo que había surgido, al igual que The Strongest, de la desintegración del Club 20 de Octubre, con resultado incierto. Sin embargo, la primera victoria registrada se produjo frente al La Paz Sport por 4 a 1 a mediados de 1908.
Ya desde 1905, la Municipalidad de La Paz organizó partidos de forma irregular entre los equipos más destacados para celebrar ciertas conmemoraciones, principalmente en las fiestas de julio. The Strongest participaría en ellos por primera vez en 1909, jugando su primer partido 'oficial' frente al Nimbles Sport Association, y cuyo premio fue una bandera. The Strongest ganó este partido, por 3 goles a 1.
Aparte de Nimbles S.A. el principal retador de The Strongest FBC era el Bolivia Railway, el equipo de la empresa de ferrocarril manejada por los ingleses, por lo que el equipo lo conformaban los británicos Chambers, Thompson, Collier, Mackay y Bibly entre otros, y que ya jugaban partidos con los directos antecesores del club gualdinegro.
En 1911, es la Prefectura del Departamento de La Paz, la que patrocina el torneo 'juliano' organizado por The Strongest, Nimbles y otros 8 equipos, denominado Copa Prefectural, siendo este el primer torneo organizado en Bolivia y por tanto el primer título de la historia del Club. El torneo se realizó según las normas de la International Football Association Board.
En 1912, las actividades del club se paralizaron, debido a que una gran parte de ellos rondaba la edad de 20 años y estaban obligados a cumplir servicio militar.
Para 1913, The Strongest ya era el equipo más representativo de la ciudad de La Paz, con tan solo 5 años de existencia, a tal grado que sustituyó al legendario Thunder FBC como representante paceño en los ya tradicionales Torneos Interdepartamentales, torneos multidisciplinarios que se celebraban anualmente desde 1905. Es así que el 2 de noviembre de 1913 The Strongest enfrentó al Oruro Royal en La Paz con resultado adverso, pues los jóvenes stronguistas cayeron ante el 'Decano Nacional' por 0 a 4 en su primera presentación.
Esta etapa de la historia del fútbol boliviano va desde la creación de la AFLP en 1914 hasta la profesionalización del fútbol paceño en 1950.

### Fundación de La Paz Foot Ball Asociation 1914
El 22 de febrero de 1914 se creó la La Paz Football Asociation (AFLP), la primera asociación de fútbol de Bolivia, cuyo primer presidente fue don Max de la Vega del Nimbles calixtino, y ese mismo año The Strongest fue campeón invicto entre 8 competidores, abriendo así la brecha de un aluvión de títulos que jalonaron su dominio absoluto en la era del amateurismo.
El primer equipo campeón estuvo conformado de la siguiente manera:
Waldo Tapia, arquero;
Ramón "Pachacha" González y Alberto Martínez Ocampo, defensores;
Víctor Franco, Luis Rivera y José Prada, mediocampistas;
Guillermo "Willy" Montes, Armando Elío, Humberto Montes, Hugo Alipaz y Adrián Deheza, delanteros. 
Este año se jugaron tres torneos de dos categorías en las que The Strongest inscribió dos equipos obteniendo los títulos "Max de la Vega" de primera división, "Bautista Saavedra" de segunda y el subcampeonato de la 'Copa Pinto', convirtiéndose así el primer equipo que ganó torneos en más de una categoría.
En otros ámbitos deportivos, el Club creó este año también su primera Brigada de Escultismo cuya principal actividad eran caminatas a las afueras de la ciudad donde se realizaban ejercicios físicos.
Este año fue presidente del Club don Óscar Tórres, y representantes en La Paz Football Association los socios fundadores Víctor Manuel Franco y Ramón González en calidad de vocales.

## Asociación de Fútbol de La Paz (1915-1930)
En 1915 queda SubCampeón del Campeonato de primera división por detrás del equipo del Nimbles, pero a finales de año se consagra Campeón de la Copa "Asociación", en cuya final venció al anfitrión del torneo, el Colegio Militar. En este año se puso en disputa el Trofeo Buque Quinteros, que era una preciosa obra de arte que representa a un barco hecho de plata fina donado por don José Santos Quinteros, Vicepresidente de la República entre 1917 y 1922, y que era un trofeo rotativo que se quedaría en propiedad aquel equipo que lograra obtener tres títulos consecutivos o cinco no consecutivos.
Este mismo año de 1915 también, The Strongest vuelve a disputar el 'Torneo Interdepartamental Oruro-La Paz' en representación de la Sede de Gobierno, otra vez enfrentando al por aquel entonces poderoso equipo Oruro Royal. Esta vez The Strongest logra derrotar tanto en los partidos de ida (20 de junio de 1915), como de vuelta (20 de julio de 1915) al equipo orureño por un global de 2 a 0 (0 a 1 en Oruro y 1 a 0 en La Paz), haciéndose con el título de Campeón de este primigenio torneo nacional.
En 1916, vuelve a ganar los dos torneos que organiza la LPFA, así como varios torneos en categorías inferiores.
En 1917 la LPFA cambia el reglamento con respecto al Trofeo Buque Quinteros y se decide entregarlo al equipo que sea capaz de ganar solo dos campeonatos consecutivos. Al ganar The Strongest el Torneo de 1.ª División de ese año, se hace acreedor al Trofeo en propiedad.
The Strongest sienta un dominio inapelable en el fútbol paceño siendo capaz de ganar a partir de 1916 6 de las 7 ligas disputadas hasta 1925, siendo SubCampeón en la restante. En total ganó en ese periodo 9 títulos paceños de 1ª división y 1 interdepartamental, además de una serie de títulos en otras categorías (3 Copas, 6 Ligas y 1 torneo interdepartamental en 7 años) y el primer Tetracampeonato de la historia del fútbol boliviano entre los años 1922 y 1925 (entre 1919 y 1921 no se realizaron torneos por problemas institucionales).
En 1922, a sugerencia del por entonces Secretario General de la Institución, don Armando Arce se decide eliminar las siglas F.B.C. del nombre oficial del Club, y pasa a llamarse solamente, The Strongest, esto a consecuencia de que para este año el Club había diversificado sus actividades a otras ramas deportivas y culturales.
En 1924, The Strongest es elegido para representar a Bolivia en los festejos por el Centenario de la Batalla de Ayacucho en la localidad de Arequipa donde disputó dos partidos frente al Campeón local, el Club Independencia. Este se considera el primer partido internacional de su historia .
En 1925 The Strongest gana el Campeonato del Centenario de la República y además es uno de los impulsores de la fundación de la Federación Boliviana de Fútbol.
Cerrando una etapa de grandes logros a nivel deportivo e institucional, obtiene el Subcampeonato del Torneo de la LPFA de 1929.

## Años 1930: la guerra del Chaco (1932-1935) y la postguerra (1936-1939)
En 1930 obtiene el torneo de La Paz Football Association de forma invicta y con la Valla invicta, consiguiendo así de forma brillante su 8.º título paceño.
El histórico equipo ganador fue el siguiente:
Arquero: José Bascón

Defensas: Renato Sainz, Guillermo Urquizo

Mediocampistas: Constantino Noya, Emilio Estrada, Luis Montoya y Gerardo "El Indio" Peláez 

Delanteros: "El Chato" Reyes Ortiz, José Toro, José Bullaín, Froilán Pinilla y Rafael Salvatierra
DT: Ulises Saucedo
Este año de 1930 se produce la inauguración tan esperada del primer estadio boliviano bautizado con el nombre del presidente de la República, Hernando Siles el 16 de enero de 1930. 
Entre las actividades realizadas en la inauguración se realizó el partido de baloncesto entre The Strongest y Nimbles en una cancha que tenía el antiguo recinto, con victoria stronguista por 8 puntos a 4.
En el cierre del evento, se realizó el partido de fútbol entre The Strongest y Universitario que ganó el equipo gualdinegro por 4 goles a 1 y donde The Strongest marcó el primer gol de la historia de este recinto deportivo por intermedio de su estrella Eduardo Reyes Ortiz.
En julio de 1930, don Ulises Saucedo y los jugadores atigrados Casiano Chavarría, Rafael Méndez, Constantino Noya, Eduardo Reyes Ortiz y Renato Sainz, son convocados a la Selección Boliviana que participó en la Copa Mundial de Fútbol de 1930.
En 1932, mientras se realizaba el torneo de la LPFA, estalló en el sur del país, la guerra del Chaco, que enfrentó a Bolivia y Paraguay en la primera guerra moderna de América y la más cruenta de América del Sur.
Inmediatamente The Strongest suspendió su participación y tanto directivos, como socios, jugadores e hinchas se ofrecieron como voluntarios para defender a la patria, hecho expresado en el famoso bando publicado el 21 de julio de 1932.
Es así como 600 de sus 1.500 socios (el resto eran mujeres y gente mayor que no podía erolarse) partieron al Sur formando un batallón que participó de forma activa en la Guerra, pues fue puesto en puestos de vanguardia.
En 1933, el Club cumpliría sus bodas de plata en pleno centro de operaciones por lo que aquel año no se realizó festejo alguno. Tan solo se realizaron algunas menciones por parte de los principales medios de comunicación de Bolivia y de personalidades importantes como el propio presidente de la República.
En 1934, en una de las pocas horas de descanso del fragor de la batalla, se jugaría el recordado partido entre los jugadores del primer equipo que estaban alistados en el ejército y el batallón de los tupiceños, que eran hinchas del Club miembros de la Fraternidad Stronguista de Tupiza con resultado favorable a The Strongest por 1-0.
Poco después de tan memorable encuentro de fútbol se produciría la primera gran victoria del Ejército Boliviano sobre el paraguayo en Cañada Esperanza rebautizada como Cañada 'Strongest' en honor al batallón de stronguistas que lucharon en ella, muchos de los cuales perdieron la vida, siendo el más famoso el Teniente José Rosendo Bullaín, ídolo del primer equipo y que lideraba un comando que se destacó por su valor.

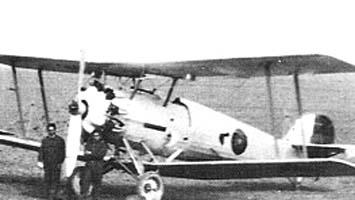
Avión de combate Vickers Type 143 que usó el As de la Aviación Rafael Pabón

Otros jugadores que participaron en varias acciones de guerra fueron Renato Sainz, que cayó prisionero en Boquerón y estuvo preso hasta 1935, Froilán Pinilla, uno de los deportistas más famosos de Bolivia, ya que no solo era futbolista, sino que practicaba el boxeo con gran éxito, así como la equitación e incluso fue un gran poeta que después de la guerra compuso la letra del Himno de The Strongest. Tampoco se puede olvidar al Subteniente Severo Medrano, el Teniente Luis Peña, Juan Lechín Oquendo, Luis Daza Aparicio, Hugo Gamarra, Alfredo Pascoe, Lisímaco Gutiérrez, Julio Zuazo Quintanilla, Adolfo Díaz Romero, Gerardo Peláez, José Toro que volvería a jugar en The Strongest después de la Guerra, Hugo Alípaz, Nils Galdo, Luis Cornejo y de igual manera se mencionan los apellidos Llanos, Morales, Medina, Muñoz, Montoya, Alarcón y Alborta Rada.
También destacaron los hermanos Zalles Guerra, Carlos, Luis Reynaldo y Ernesto, hermanos a su vez del presidente del club, Víctor Zalles Guerra, así como otros destacados socios del Club entre los que podemos nombrar a 
Germán Busch Becerra (que luego sería presidente de la República),
Bernardino Bilbao Rioja (comandante del Ejército y la Aviación Boliviana),
el coronel Manuel Marzana (comandante de la heroica defensa de Boquerón) y
Rafael Pabón (as de la aviación boliviana, protagonista y vencedor de la primera batalla aérea de la historia de América).
El club por su parte contribuyó desde La Paz organizando recogidas de suministros para los combatientes y organizando el correo de guerra entre los soldados del frente y prisioneros con sus familiares.
En enero de 1935 The Strongest participaría en un cuadrangular denominado Torneo Relámpago que tenía como objetivo recaudar fondos para el esfuerzo de Guerra, ganando este torneo amistoso al vencer en la final al Club Ayacucho 3 a 1 el 7 de enero. Participaron también en este torneo el Club Bolívar y Northern F.C..
Al finalizar la guerra fue gran impulsor de la normalización de la vida de posguerra y fue de los primeros clubes de Bolivia en contar con sus filas a jugadores paraguayos.
En 1935, junto con varios excombatientes, The Strongest armó un equipo para enfrentar el primer torneo de la LPFA de posguerra, consagrándose Campeón, así como en la edición de 1938 que ganó de forma invicta.
En 1936, The Strongest recibía de parte del Gobierno de la República sus actuales terrenos ubicados entre la Avenida Illimani y el mercado Yungas, de más de 8000 m² y donde hoy en día se encuentra la Escuela de Fútbol 'Cañada Strongest'
Ese mismo año vuelve a ganar el Interdepartamental frente al Bolívar Nimbles de Oruro al ganar los partidos de ida y vuelta.
El 8 de abril de 1938 se funda el Club de Tenis The Strongest que tiene su sede en el Complejo Deportivo de la Avenida Frías, hoy llamado "Escuela Cañada Strongest", donde antes existían las canchas de este deporte del Club.
Desde 1930 el Club The Strongest posee un equipo de natación, pero no es hasta la fundación de la Liga de Natación de La Paz, el 27 de abril de 1938 que comienza a ser notorio su dominio también en esta rama deportiva ganando varias medallas en los diversos torneos organizados por este ente, tanto en natación como en waterpolo.

## Años 1940: nace el «Derribador de campeones»
En 1940 inaugura su primer Estadio propio en la zona de Tembladerani, bajo la Presidencia de don Gustavo Carlos Otero y que tenía una capacidad de 5.000 personas, con ambientes para vestuarios y duchas. Lamentablemente esta infraestructura sería destruida pocos años después por las inclemencias del tiempo.
En 1943 vuelve a ganar el Torneo de 1.ª División de la AFLP y en 1945 y 1946 gana un nuevo BiCampeonato siendo además SubCampeón en los años 1940, 1942 y 1944. 
Por otro lado protagonizó una serie de partidos amistosos internacionales que le dieron gran prestigio, llegando a ser llamado por la prensa internacional como "Derribador de Campeones" después de resonantes victorias frente a varios Campeones de países vecinos que ya practicaban el fútbol de forma profesional desde la década anterior.
En 1945, The Strongest disputa el Primer Torneo Nacional de Clubes, llamado Copa Tradición, organizado por la Asociación de Fútbol de Oruro en aquella ciudad, donde aunque el Tigre hizo un buen papel, el campeón fue el equipo anfitrión, Oruro Royal. Este fue el primer torneo de clubes a nivel nacional disputado en Bolivia, participaron los equipos más representativos de 5 de las principales ciudades del país. Estos clubes pioneros fueron: Oruro Royal por Oruro, The Strongest por La Paz, New Players por Cochabamba, Stormers Sporting Club por Sucre y Highland Players por Potosí.
Al año siguiente, en 1946, la AFO vuelve a organizar el torneo nacional con el nombre de "Primer Campeonato Nocturno", al ser el Estadio del Oruro Royal el primero en contar con iluminación eléctrica en la historia del fútbol boliviano, con la participación de los equipos más 'añejos' del fútbol nacional. Esta vez repiten en el torneo, Oruro Royal (que cumplía 50 años), The Strongest (con 38 años de historia) y Highland Players (con 24 años de historia). También intervienen el Club Aurora de Cochabamba (1935), el Railway de Uyuni (ciudad muy importante en aquella época), Club 25 de Mayo de Sucre y Club 15 de Abril de Tarija (1919).
El 15 de diciembre de 1940 se crea la Federación Boliviana de Natación y The Strongest se convierte en uno de los clubes de natación más laureado, a tal punto que varios de sus miembros marcan varios hitos de la natación boliviana. Así los hermanos Eyzaguirre, René, Fernando y Vita se convierten en los primeros ganadores del prestigioso certamen denominado Cruce al Estrecho de Tiquina, donde Vita Eyzaguirre fue la primera mujer en lograrlo el 15 de diciembre de 1940.

## Años 1950: el Torneo Integrado y la conquista de la Copa República (1958)
El segundo Mundial en el que participaría Bolivia, la  Copa Mundial de Fútbol de 1950 en Brasil, marcaría un punto de inflexión en el fútbol boliviano que de la mano de La Paz Foot Ball Asociation y los principales clubes de fútbol de La Paz con The Strongest a la cabeza se profesionalizó por fin, siguiéndole en años posteriores primero las asociaciones de Oruro y Cochabamba, y luego todas las demás.
La Paz Foot Ball Asociation fue en este periodo la más importante organización deportiva del país. Sus campeonatos a nivel profesional fueron los más importantes de Bolivia y más cuando se organizaron los llamados "Campeonatos Integrados" en los que se invitó a equipos de Oruro y Cochabamba.
Al ser el Torneo de la LPFA el único torneo de clubes Profesionales de Bolivia, torneo al que además se fueron sumando progresivamente equipos de Oruro y Cochabamba, se considera a los ganadores del periodo 1950 - 1959 como Campeones Nacionales.
Por tanto, el primer partido a nivel profesional del Club The Strongest se produjo el 15 de julio de 1950 cuando por la primera fecha del Torneo Profesional de la AFLP enfrentó al Club Litoral con quien empató a 2 goles por lado. Dicho torneo se extendió hasta el mes de abril de 1951, siendo campeón justamente el Club Litoral, quedando The Strongest en una discreta 6.ª posición con 5 victorias, 5 empates, 6 derrotas, 29 goles marcados y con el gran Alfonso Trujillo como uno de los goleadores del torneo.
The Strongest, que vivió en los años 50 una larga etapa de transición y muchos percances, no lograría su primer título Nacional hasta ganar el Torneo de la LPFA de 1952.
The Strongest participó en el Torneo Profesional de 1ª División de La Paz entre 1950 y 1976, pero a partir de 1960 los ganadores del Torneo Paceño, clasificaban a un Torneo Nacional en el que competían, por el título y un cupo a la Copa Libertadores, con los campeones de las demás Asociaciones Departamentales, formato que se mantuvo hasta la creación de la Liga en 1977.

### Tragedia de Cochabamba 1953
Se conoce así al terrible accidente automovilístico sucedido en la ciudad de Cochabamba el 18 de enero de 1953.
The Strongest, como Campeón del Torneo Profesional Boliviano, había sido invitado por la FBF para jugar un partido amistoso frente a la Selección nacional que se preparaba para jugar el Sudamericano de Perú a realizarse en marzo de ese año.
The Strongest asistió al compromiso con todos sus jugadores, varios de ellos extranjeros, que iban a presentarse así para la nueva temporada.
Lamentablemente el partido en sí pasó al olvido, pues lo que pasó al día siguiente del encuentro fue lo que queda de aquella visita.
Cinco integrantes del primer plantel, a saber, el mediocampista Ezequiel Calderón, el guardameta Raúl Reynoso, el kinesiólogo Alberto Molina y los zagueros argentinos, Eusebio Martínez y Alberto Ramírez que habían sido titulares indiscutibles del Campeón de 1952, decidieron regresar antes a La Paz por vía terrestre, pues el resto del plantel se quedaría unos días más en la ciudad del Valle. Para ello, alquilaron un coche que los llevaría hasta la Sede de Gobierno. A las 21:00, el vehículo sufrió una avería en pleno cruce de la vía férrea que pasaba por las afueras de la ciudad y era embestido por un tren que terminó con la vida de Calderón, Ramírez y Martínez, dejando malheridos también a Reynoso y Molina que a pesar de todo salvaron la vida.

### Recuperación y logros posteriores de la década de los 50
El duro golpe que significó perder a un baluarte como Ezequiel Calderón, que jugaba en The Strongest desde 1945, y dos de sus principales refuerzos, además de perder también por sus heridas a su arquero titular, dejó al Tigre al borde de la catástrofe futbolística también, terminando aquel año en la penúltima posición del Torneo Profesional, logrando salvar la categoría gracias a dos heroicas victorias en las dos últimas fechas lo que le permitieron superar por poco al último clasificado.
Sin embargo, solo un año más tarde, en 1954, gracias al gran esfuerzo de la masa societaria y de la dirigencia encabezada por don José Luis de Aranguren, presidente del Club, lograría recuperarse y alcanzar el Subcampeonato justo el año que por primera vez la AFLP comenzaba a sumar a equipos del interior del país al Torneo Profesional.
En ámbitos internacionales, The Strongest fue el campeón del prestigioso Torneo Internacional de la FBF, mientras la Conmebol tenía la idea de organizar un campeonato continental que reuniese a todos los campeones de sus federaciones asociadas por lo que decidía organizar su Copa de Campeones de América. Para ello pidió a la FBF que presente un Campeón, para lo cual se organizó la Copa República de 1958, que fue el primer torneo profesional a nivel nacional que organizó este ente. The Strongest se consagró campeón de dicho torneo clasificando así a la primera Copa Libertadores de la historia que sin embargo por problemas organizativos se suspendió por un año más.

## Años 1960: el accidente aéreo de Viloco
En 1960, el Torneo de 1.ª División de La Paz pasaba a ser una especie de 1.ª de Ascenso, cuyos Campeones participaban en un nuevo Torneo Nacional llamado Torneo Mayor de la República, organizado por la FBF, pero que no tuvo mucho éxito.
El gran equipo que conformó The Strongest a finales de los años 50, y en especial el año de sus Bodas de Oro en 1958, lograría grandes lauros en el primer lustro de los años 60 en el ámbito local.
Es así que consigue los SubCampeonatos Paceños de 1961 y 1962. Aunque estos logros no le sirvieron para participar en el Torneo Mayor en el que la FBF vetó a los equipos paceños.
En 1963 The Strongest lograría obtener por fin el Campeonato paceño y además, dos jugadores suyos, Max Ramírez y Carlos Cárdenas, serían parte de la Selección de fútbol de Bolivia que ganó la Copa América de 1963, pero nuevamente la Federación elimina arbitrariamente a los equipos paceños de la competición nacional.
En 1964, desaparecía el llamado 'Torneo Mayor de la República' y se creaba la 'Copa Simón Bolívar' organizada por la Federación Boliviana de Fútbol y que existiría hasta 1976. The Strongest ese año se coronaba BiCampeón de La Paz y Campeón Nacional Invicto de la primera versión de la Copa Simón Bolívar, gracias a lo cual clasificó por primera vez a la que desde ese año se comenzó a llamar Copa Libertadores de América en la que en 1965 realizó un papel aceptable siendo el primer Club boliviano en ganar un partido en el exterior por este torneo internacional.
En 1965 lograría un nuevo Subcampeonato Paceño, cerrando así una de sus mejores etapas de la era profesional. Los siguientes años, entre 1966 y 1969, aunque conformó un gran equipo con excelentes jugadores nacionales y extranjeros, los resultados no acompañaron, siendo su mejor posición en este periodo el tercer lugar obtenido en el Torneo de la AFLP de 1967 y que le permitió jugar el Torneo Internacional de Arica de 1968, que fue de carácter amistoso.
Si bien la Copa Simón Bolívar se jugó entre los años 1964 y 1976, en 1969 ocurriría otra tragedia que marcaría un antes y un después en la historia del Club.

### Tragedia de Viloco 1969
En septiembre de 1969, la Asociación de Fútbol de Santa Cruz organizó un campeonato internacional como parte de las celebraciones de las efemérides departamentales que concluirían el día 24.
Los invitados fueron Cerro Porteño del Paraguay, The Strongest de La Paz, y algunos equipos locales.
Una vez terminado el torneo, el día 26 el equipo al completo junto con el cuerpo técnico y algunos dirigentes tomaron un vuelo del Lloyd Aéreo Boliviano que durante su paso por el departamento de Cochabamba desapareció de los radares y no pudo retomar el contacto.
No fue hasta el día 27 que se publicó la fatal noticia. En la localidad de Viloco en la zona llamada La Cancha, se hallaba la aeronave en la cual no se encontró ni un solo superviviente. Todo el primer plantel del Tigre junto a su director técnico, un ayudante de campo y un dirigente fallecían en el que fue el capítulo más negro de la historia del deporte Sudamericano.
La lista de los stronguistas fallecidos es la siguiente:
Los jugadores, Armando Angelacio, Hernán Andretta, Orlando Cáceres, Juan Iriondo, Jorge Durán, Julio Díaz, Héctor Manchetti, Ángel Porta, Jorge Tapia, Ernesto Villegas, Germán Alcázar, Eduardo Arrigó, Oswaldo Franco, Raúl Farfán, Óscar Flores y Diógenes Torrico
El dirigente Cnl. José Aillón, el director técnico Eustaquio Ortuño y el ayudante técnico Felipe Aguilar.

## Años 1970: el resurgimiento con Rafael Mendoza
"Si The Strongest no hubiese sido fundado, habría existido la necesidad de crearlo"
Alberto J. Armando Presidente de Boca Juniors, 1969

El gran autor del "Renacimiento" fue don Rafael Mendoza Castellón, considerado el presidente más grande que tuvo The Strongest en toda su historia incluso por encima del fundador José León López Villamil.
Don Rafo, como era llamado de forma amistosa, fue el que movió "cielo y tierra" para evitar la inminente desaparición del Club The Strongest que ese año cumplía 61 años de vida.
Algunos clubes nacionales prestaron jugadores para que el Club pudiera hacer giras con el fin de recaudar fondos, para armar un nuevo equipo, y para pagar una ayuda a los familiares de los fallecidos así como hacerse cargo de los gastos de los funerales que ser realizaron en la ciudad de La Paz. Don Teófilo Salinas, que en esa época era presidente de la Conmebol donó de su bolsillo 20.000 dólares americanos.
Destacable fue la ayuda económica que prestaron grandes clubes del continente como Boca Juniors que incluso cedió a dos jóvenes promesas de su cantera como fueron Fernando "el Zorro" Bastida y Victor Hugo Romero, que en los años siguientes fueron estrellas del fútbol boliviano, así como el clásico Flamengo-Fluminense, organizado por don João Havelange que recaudó una gran cantidad de dinero que fue donada a The Strongest.
Así es como se creó el equipo  'The Strongest Símbolo'  que terminó 1969 buscando recuperar al Club y en 1970 este equipo lograría el Campeonato Paceño así como los de 1971 y 1974.
A nivel nacional lograría el Subcampeonato de la Copa Simón Bolívar de 1970, y el Campeonato del Torneo Tres Ciudades en 1971 y nuevamente la Copa Simón Bolívar en 1974.
Participó también en la Copa Libertadores en las ediciones de 1971 y 1975.
Fue en esta época también que don Rafael Mendoza no solo logró salvar a The Strongest de la desaparición, sino que lo reforzó de manera nunca antes vista, pues fue gracias a él que el Club consiguió los gigantescos terrenos en la zona de Achumani donde ahora están el Estadio y el Complejo Deportivo.
En otras ramas deportivas, el 24 de junio de 1972, el nadador del Club The Strongest, Daniel Linares Cabrera, hace historia al realizar el primer cruce nocturno del Estrecho de Tiquina con un tiempo de 20'44
Así es como el año 1976 fue de conclusión de una larga historia del Club The Strongest con los antiguos entes deportivos de los que fue fundador y gran animador antes de la fundación de la Liga Profesional del Fútbol Boliviano.
El 13 de agosto de 1977 jugó su último partido en la Asociación de Fútbol de La Paz enfrentado y venciendo al Club 31 de Octubre por 1 a 0 con gol del goleador Juan Peña. Aquel último torneo quedó truncado a falta de 8 jornadas para el término de este, quedando en ese momento The Strongest en segunda posición con 6 victorias, 3 empates y solo 1 derrota, más 19 goles marcados.
Por su parte, su última partido en la Copa Simón Bolívar, a la que clasificó como subCampeón Paceño de 1976, se produjo el 23 de enero de 1977 donde venció a Guabirá de Montero por 4 a 1, quedando en 4.ª posición de aquel antiguo torneo nacional con un total de 12 puntos, firmando 4 victorias, 4 empates y 4 derrotas.
En 1977, los principales equipos del fútbol boliviano crearon una Liga del Fútbol Profesional Boliviano y renunciaron a participar en la Copa Simón Bolívar así como a sus respectivas Asociaciones Departamentales.
Como siempre, The Strongest fue parte de este histórico grupo de clubes que crearon el que fue, durante los siguientes 40 años, el campeonato profesional más importante de Bolivia.
The Strongest logró ser el Campeón del primer torneo que se realizó entre 1977 y 1978. Su primer partido liguero se produjo el 18 de septiembre de 1977 con victoria atigrada por 2 a 1 sobre Municipal con goles de Cañellas y Fontana, mientras que la final la jugó contra el Club Oriente Petrolero al que venció en Cochabamba por 3 goles a 1 con goles de Juan Peña, Ovidio Messa y el Zorro Bastida.

"Habrán muchos campeones, pero el primero siempre será el Tigre"
Raúl Ruíz, volante de The Strongest, 1978

A pesar de contar con un equipo potente, entre 1979 y 1981 The Strongest se queda a las puertas de ganar el torneo de la Liga por tres años consecutivos y 'sólo' consigue ser SubCampeón por diversos motivos. En 1979 pierde la final frente a Oriente Petrolero en la ciudad de Cochabamba como venganza de este equipo por lo sucedido en 1978.

## Años 1980
En 1980 el dictador Luis García Meza se convierte en presidente de Wilstermann y este equipo conforma el mejor plantel de su historia con lo que logra hacerse el título de esa temporada con una diferencia de 7 puntos sobre el segundo, The Strongest. En 1981 el formato de la Liga le dio el título al campeón del torneo corto que fue Wilstermann en lugar de al campeón del torneo largo que fue The Strongest cuando lo correcto hubiese sido jugar una final entre los dos campeones. 
En 1986 sin embargo, logra su segundo título de Liga de forma brillante al obtener el título del torneo Apertura y el tercer lugar del Clausura lo que lo clasificó a la gran final jugada en Cochabamba frente a Oriente Petrolero (que fue campeón del Clausura), que ganó sin discusión por 3 goles a 0.
En 1988 The Strongest se consagra campeón del Torneo Clausura al derrotar al Club Destroyers de Santa Cruz en una gran final disputada a dos partidos de ida y vuelta con un global de 4-0. Sin embargo no logra obtener el título del año frente al campeón del apertura y por tanto se consagra Subcampeón Nacional de 1988.
Posteriormente The Strongest gana el Torneo de 1989 donde nuevamente enfrenta a Oriente Petrolero en la 'Final Anual' y lo derrota en Cochabamba por 1 a 0 con gol de Gustavo Quinteros.

## Años 1990
Para 1993, el Tigre gana el único torneo que se jugó ese año, y gracias a un empate conseguido en Santa Cruz de la Sierra frente a Oriente Petrolero, se hace inalcanzable en la tabla del Hexagonal Final, con lo que consigue hacerse con el título y la Clasificación a la Copa Libertadores 1994, logrando así su 4.ª Liga y su 9.° título nacional.
En 1999 logra una remontada espectacular al pasar del penúltimo lugar en el que se hallaba en el primer torneo del año a ser Campeón del segundo de la mano del gran Director Técnico argentino Mario Alberto Kempes, ganando también en este torneo el denominado "Clásico del Siglo" que fue el último partido del siglo XX frente a Bolívar a quien derrotó por 1 a 0. En el año 2000, el Club Bolívar alega que 1999 no es el último año del siglo así que apoyado por la prensa nacional deciden que el último partido de ese año será nuevamente el Clásico del Siglo. The Strongest vuelve a ganar ese partido por 1-0 y se reafirma como ganador de aquel histórico partido.

## Años 2000: el bicampeonato de Clausen y el título de Galarza
En 2003 gana los dos títulos en disputa aquel año, el Apertura y el Clausura, lo que supuso el primer Bicampeonato de un equipo en el nuevo formato de competición de la Liga, hecho logrado bajo la dirección técnica de otro campeón del mundo como fue el argentino Néstor Clausen. 
En 2004 consolida su dominio en el fútbol boliviano de principios del milenio y obtiene el título del Torneo Clausura de este año al derrotar a Oriente Petrolero en una nueva final jugada en la ciudad de Cochabamba después de que ambos equipos acabaran igualados en el Octogonal Final jugado a finales de año. Después de empatar 1 a 1 en el tiempo reglamentario, el título se definió en la tanda de penales, donde Mauricio Sahonero, hasta entonces arquero suplente, se convirtió en el héroe al atajar el penal decisivo al gran Erwin Sánchez, superando así por 4 a 3 a su rival.
En 2005, el Tigre logra obtener el Subcampeonato del Torneo Apertura y una nueva clasificación a la Copa Libertadores a disputarse en 2006. A partir de este año, entra en un periodo irregular en el que no faltaron los problemas financieros, dirigenciales y la total falta de logros deportivos que duraron 4 años en el que The Strongest no pudo siquiera lograr una plaza para un torneo internacional.

## Años 2010: la llegada de Reintsch, el "Tigre" de los cinco títulos
No es hasta el año 2010 que por fin logra clasificar a un torneo internacional al obtener el puntaje suficiente para hacerse con la 1.ª plaza para la Copa Sudamericana volviendo así al plano internacional después de 5 años.
En2011 nuevamente vuelve al primer puesto en el torneo de la Liga y se consagra Campeón del Torneo Apertura al derrotar a Universitario de Sucre en la final disputada en dos partidos de ida y vuelta, ganando la ida por 2 a 0 en La Paz y obteniendo un empate 1 a 1 en Sucre.
Al año siguiente, en 2012, reafirma su recuperación al ganar los dos torneos del año y conseguir un hito histórico de la Liga Bolivia al convertirse en el primer, y hasta el momento único, TriCampeón, siendo por este motivo el único Club Boliviano que tiene en propiedad el Trofeo de la Liga.
En 2013 se consagra Campeón de la Liga por 11.ª vez siendo este su título nacional número 16.
En los Torneos Apertura de 2015 y 2016 es SubCampeón, y en este último año además se vuelve a consagrar Campeón al derrotar al Club Bolívar en la gran final disputada el 25 de diciembre con goles de Fabricio Pedrozo y Pablo Daniel Escobar, clasificando así por 7.ª vez consecutiva a la Copa Libertadores.
Su presencia en los primeros lugares en el periodo 2011 a 2017 le valen participaciones en los dos principales torneos continentales más importantes de América con 7 participaciones consecutivas en Copa Libertadores y 2 participaciones más en Copa Sudamericana convirtiéndose así en el club boliviano con  más participaciones consecutivas en la Copa Libertadores en toda la historia del fútbol boliviano.
A nivel individual se puede destacar también que entre los grandes goleadores de The Strongest en la Liga Boliviana están los argentinos Jesús Reynaldo, Antonio Vidal González y Daniel Delfino máximos anotadores en las temporadas 1986, 1999 y 2000 respectivamente. Así también a Pablo Daniel Escobar Olivetti máximo goleador histórico de The Strongest y de la Liga Boliviana que aún continúa en actividad con más de 160 goles marcados hasta el momento. Por último cabe mencionar que el goleador máximo de la historia de la Liga fue Víctor Hugo Antelo que tuvo su paso por The Strongest en el año 1995 marcando 14 de sus 350 goles en la Liga para el Tigre.
La Liga del Fútbol Profesional Boliviano se disuelve el 30 de mayo de 2017. En 40 años, The Strongest fue Campeón 13 veces, SubCampeón 9 veces y tercero 14 veces con 1614 partidos jugados. Fue el primer Campeón de la Liga (1977), el primer BiCampeón en un solo año (2003) y el primer y único TriCampeón (2012), siendo el único equipo boliviano que tiene en propiedad el Trofeo de la Liga.
El 30 de mayo de 2017 se reúnen en Cochabamba los tres entes rectores del fútbol boliviano, a saber, la Federación Boliviana de Fútbol, la Liga del Fútbol Profesional Boliviano y la Asociación Nacional de Fútbol de Bolivia, siguiendo las directrices ordenadas por la FIFA y deciden reestructurar nuevamente el fútbol boliviano.
En esta reestructuración se decide la desaparición de la Liga y de la Asociación, es decir, de los entes que organizan la Primera y la Segunda División respectivamente, dejando a cargo de la FBF la organización y reglamentación del fútbol boliviano en todas sus categorías y modalidades.
Es así, que la Liga desaparece después de 40 años exactos de funcionamiento y se crea la División Profesional, donde juegan todos los equipos de la Liga más los dos últimos campeones de la ANF creando un torneo de 14 clubes.
Este nuevo torneo comenzó el 28 de julio de 2017, siendo el primer partido de The Strongest frente a San José de Oruro el 30 de julio.
The Strongest fue subcampeón de este torneo acumulando 40 puntos y marcando 46 goles siendo el equipo más goleador de Bolivia y de Sudamérica aquel año con un total de 111 goles marcados en los tres torneos oficiales en los que participó ese año.
En el Torneo de 2020, se juega por primera vez un solo campeonato anual, sin descensos, pues se plantea la adición de 2 equipos más para desde entonces jugar un solo torneo al año con 16 participantes. The Strongest obtiene por 7.ª vez consecutiva el Subcampeonato Nacional, siendo el único equipo de la historia en ostentar ese puesto durante 4 años consecutivos en torneos oficiales.

## Participación internacional
Desde 1924 The Strongest fue invitado y también organizador de una multitud de partidos y torneos internacionales, así como en casi todos los torneos internacionales organizados por la Confederación Sudamericana de Fútbol desde sus inicios.

### Antes de la Copa Libertadores 1924 - 1964
En 1924 The Strongest fue invitado a jugar dos partido amistoso frente al Club Independencia de Arequipa en esa localidad. Los partidos fueron disputados el 9 y el 12 de diciembre siendo estos los primeros partidos internacionales del Club en toda su historia. Los resultados serían 4 a 2 y 3 a 0 a favor de los locales.
El 5 de julio de 1927 The Strongest enfrentó por primera vez a un equipo extranjero en tierras bolivianas. Se trató del Unión Coquimbo de Chile que logró ganar por 1 gol a 0 al Tigre boliviano.
Su primera victoria internacional se produjo frente a un equipo argentino cuando el 5 de julio de 1931 venció al Gimnasia y Tiro de Salta por 3 a 1.
Sin embargo el primer gran partido internacional de su historia fue el que disputó frente al Almagro de Buenos Aires, equipo que disputaba ya de forma profesional el torneo argentino y que llegó a La Paz el 20 de septiembre de 1931, con su gran estrella Humberto Recanatini que años después conformaría el llamado Expreso de 1933. Con actuación sobresaliente de Renato Sainz (que cuatro años después sería héroe de la guerra del Chaco) y José Bascón en el arco, el Tigre logró vencer al entonces poderoso equipo argentino por 2 goles a 0 con goles de Salvatierra y Sainz.
En octubre de 1931, The Strongest realiza su primera gira internacional visitando el vecino país del Perú donde juega 5 encuentros en las ciudades de Arequipa y Lima.
El 8 de mayo de 1932 enfrenta al Tarapacá FBC en el último partido internacional que disputaría antes de enviar a sus jugadores a la guerra del Chaco que se produjo ese año.
En agosto de 1935, disputa su primer partido internacional de posguerra y enfrenta al Club Ferroviarios de Arica.
En 1938 enfrentó al Audax Sport Italiano Campeón de Chile que en aquellas épocas vivía su época dorada. El resultado fue de 2 a 0 a favor de The Strongest.
Varios años después y también varios partidos internacionales después, el Tigre jugó el que fue considerado el partido más importante jugado en Bolivia hasta ese año e incluso años posteriores, siendo recordado incluso hasta el día de hoy. Se trata del partido que enfrentó a The Strongest con el poderoso Independiente de Avellaneda, equipo en el que jugaban el internacional peruano Alcalde, el seleccionado argentino Vicente de la Mata y sobre todo Arsenio Erico, el mejor jugador del mundo de aquellos años, máximo goleador del campeonato profesional argentino el y mejor jugador paraguayo de todos los tiempos. El Tigre con jugadores muy habilidosos también, entre los que destacaban Vicente Arraya en el arco, Alberto Achá y Alberto Bautista en defensa, así como los goleadores Severo Orgaz, Serapio Vega y Zenón González, logró vencer a este Independiente por 3 goles a 1 en la tarde del 9 de noviembre de 1941 con goles de Erico para el Inde, y de "Cabecita de Oro" Vega en dos ocasiones y Zenón González en una para el Tigre, ante las 25mil personas que abarrotaron el antiguo Estadio Hernando Siles.
El 27 de diciembre de 1942 The Strongest lograría su máxima goleada a nivel internacional al encajarle 9 goles al Estudiantes de La Plata argentino, siendo esta también la victoria más abultada de un equipo boliviano sobre uno argentino en toda la historia.
Posteriormente, en 1944 vencería a otro equipo profesional argentino. Esta vez sería el Platense, también de Buenos Aires al que derrotó por 4 goles a 1, anotando todos los goles la estrella atigrada, Serapio Vega, "cabecita de oro", y con una actuación memorable del portero Vicente Arraya, "la flecha andina" que es considerado por muchos como el mejor arquero boliviano de todos los tiempos.
Notable fue también el partido frente al campeón paraguayo de 1948, Cerro Porteño que llegó a Bolivia a jugar contra los 4 grandes equipos de La Paz, Ferroviario, Litoral, Club Bolívar y The Strongest. Ante los tres primeros Cerro logró vencer de forma relativamente cómoda y esperaba hacer lo mismo con el Tigre. Sin embargo el partido se saldó con victoria atigrada por 4 goles a 1, con actuación brillante de Serapio Vega, el ídolo atigrado de los años 40 que anotó 3 goles aquella tarde, incluso marrando a posta un penal que él consideró que fue marcado de manera injusta por el réferi en contra del equipo paraguayo.
En 1948 también, enfrenta por primera vez a un equipo brasileño al jugar frente al Botafogo con su gran estrella Heleno de Freitas el 18 de abril de aquel año, quedando el partido empatado 1 a 1.
En 1952 recibió también al Millonarios Fútbol Club de Colombia, donde jugaba un joven Alfredo Di Stéfano. El Tigre consiguió un memorable empate a un gol por lado en el que DiStéfano le marcó a "La Flecha Andina" Arraya uno de los 10 mejores goles de su carrera.
En 1953 The Strongest realiza otra gira internacional, visitando por segunda vez el Perú en el que visitó las ciudades de Arequipa y Mollendo, disputando 4 partidos contra el campeón, SubCampeón y Tercero de la primera ciudad y contra la Selección de la segunda consiguiendo 3 victorias y 1 empate. The Strongest así, se convirtió en el primer y único equipo boliviano invicto después de una serie de partidos internacionales en el exterior.
Destacable también es la gran victoria obtenida por el Tigre en calidad de visitante sobre White Star de Arequipa en 1956 por 6 a 3, siendo este el partido internacional donde más goles marcó en condición de visitante en toda su historia.
Entre 1954 y 1959 la Federación Boliviana de Fútbol organizó de manera anual un torneo cuadrangular amistoso con la participación de equipos bolivianos, paraguayos y argentinos. The Strongest logró el campeonato de este torneo en 1954 y el Subcampeonato en 1958 y 1959. The Strongest posee con este, dos títulos internacionales, aunque fueron de carácter amistoso.
En 1961 jugó su primer partido frente a un equipo europeo. Se trató del Campeón de la Unión Soviética, el Dinamo Tbilisi, considerado por la Revista Francesa France Football, como el mejor equipo del Europa de aquel año.
En 1964, la Asociación de Fútbol de La Paz organizó el torneo de clubes más importante de la historia de Bolivia con la participación de The Strongest de Bolivia, Botafogo de Brasil, Football Club Baník Ostrava de Checoslovaquia, Racing Club de Montevideo de Uruguay y Boca Juniors de Argentina. Aunque el Tigre no logró el título, demostró un gran nivel frente a rivales de gran jerarquía logrando una victoria y un empate.
Ese mismo año también, jugó frente a Atlético de Madrid en el partido más atractivo de los años 60. El equipo español se preparó muy bien para el encuentro, llegando a suspender sus partidos en Buenos Aires, Santiago y Asunción para llegar en óptimas condiciones al encuentro en La Paz. Esta preparación dio sus resultados, ya que aunque el Tigre lograba llegar al final del primer tiempo con un gran empate a 1 gol, terminó vencido por 4 goles a 1 en un segundo tiempo espectacular del equipo español.

### Amistosos internacionales 1965 hasta la actualidad
En 1966 visita Bolivia el Sevilla Fútbol Club con el que The Strongest disputa un partido amistoso que concita gran atención. Aquel partido termina con empate a 1 gol por lado.
En 1967 y 1968 The Strongest es invitado a jugar el denominado "Torneo Triangular de Arica" en Chile en el que enfrentó a los representantes de Chile y Perú. Este torneo no llegó a ser de carácter oficial, aunque los participantes debían quedar en una buena posición en sus respectivas Ligas para ser invitados. The Strongest participó en ambas ocasiones por quedar tercero en el Torneo Profesional de la AFLP.
En 1971 llegó el famoso Santos Futebol Clube de Pelé con el que el Tigre jugó un partido más que discreto, pues cayó de forma inapelable por 2 goles a 0 con uno de los goles marcado por O Rei.
En 1973, en plena Guerra Fría, enfrentó a la Selección de fútbol de la Unión Soviética, que aquellos años renunció a jugar el repechaje de las eliminatorias para la Copa Mundial de Fútbol de 1974 y por el contrario realizó una gira por Sudamérica. En su parada en Bolivia, el Tigre logró un memorable empate a 1 gol por lado con tanto del Tanque Díaz para el Tigre y Onischenko para la URSS.
En 1980 recibe al Ferencváros Torna Club de Hungría que estaba de gira por Sudamérica y que al año siguiente se consagraría Campeón de su país. Lo golea por 4 goles a 1, en un partido brillante de los gualdinegros frente al más grande equipo de aquel país.
En 1981 el Gualdinegro visita Lima y se enfrenta al Seleccionado del Perú que se preparaba para disputar las eliminatorias al Mundial de España del año siguiente (Mundial al que logró clasificar) y consigue un resonante empate sin goles.
El 8 de abril de 1986 marcó un hito de su historia al jugar el primer partido internacional en su recientemente estrenado estado propio, denominado Estadio Rafael Mendoza Castellón enfrentando al Peñarol uruguayo con el que empató 1-1.
En 1988, el Tigre lograría ganar la Copa Éxodo en Jujuy al vencer a Gimnasia y Esgrima, Altos Hornos de Zapla y Club Aurora de Cochabamba en el Torneo cuadrangular que se disputó.
En 1995 y 1996 logra también dos sendos empates como visitante frente a la Selección de fútbol de Venezuela, así como una victoria sobre la Selección de fútbol de Trinidad y Tobago este último año.
En 1997 logra derrotar a la Selección de fútbol de Perú en una nueva visita al país incaico, esta vez en la ciudad de Cuzco con marcador de 0-1.
En 2008, The Strongest organizó dos partidos amistosos internacionales para celebrar su Centenario, invitando para ello invitó al Club Olimpia del Paraguay y al Alianza Lima del Perú, quedando en empate el primero y ganando el segundo.
Para 2016, el Tigre organiza una Gira Internacional en la que visita Ecuador y Perú, países en los que jugó 8 partidos contra 6 equipos de primera división, 1 de segunda y la Selección sub-20 peruana. Esta sería la gira más extensa que realizó The Strongest en su historia, y se saldó con 5 victorias y 3 derrotas, ganando en esta gira la Copa Amistad, disputada en el Callao frente al Sport Boys Association que la puso en disputa con motivo de su 89.º Aniversario.
En su pretemporada para encarar los torneos de 2017, The Strongest realiza una nueva gira, esta vez visitando Argentina y Brasil. Enfrenta a 1 equipo venezolano, 2 argentinos y 1 brasileño obteniendo 2 empates y 2 derrotas.
El año 2018 The Strongest jugó solo a equipos del Perú enfrentando hasta 7 equipos del vecino país, obteniendo solo 1 victoria (frente a Alianza Lima en Lima), dos empates frente a Universidad San Martín y Club Universitario de Deportes, y 4 derrotas frente a Binacional, Cienciano y Sporting Cristal.
En 2019 comienza el año con dos partidos frente a Deportivo La Guaira de Venezuela al que vence en ambos encuentros por 2 a 0 y 3 a 0, para luego volver al Perú donde juega otros tres amistosos donde obtiene 1 victoria frente a Sporting Cristal por 0 a 1, 1 empate 1 a 1 frente a Club Universitario de Deportes y 1 derrota frente a Alianza Lima por 2 a 1.

### Copa Libertadores 1965 - Actualidad
La primera edición de la Copa de Campeones de América debió realizarse en 1958. Para dicho torneo, la Federación Boliviana de Fútbol organizó la Copa República con la finalidad de tener un Campeón para encararlo. Sin embargo la Conmebol decidió suspender el campeonato, por lo que The Strongest no pudo ser el primer representante boliviano de la Copa, y su debut tuvo que esperar algunos años más. 
Desde 1960, sin embargo, Sudamérica contaba por fin con un torneo oficial que aglutinaba a todos los Campeones de América. The Strongest jugó por primera vez en la versión de 1965, año en que la Copa de Campeones pasaba a llamarse Copa Libertadores de América.
En su debut en el Estadio Olímpico Atahualpa de Quito lograba la primera victoria en el exterior de un equipo boliviano por esta Copa. Sin embargo fue derrotado en La Paz por Boca Juniors que logró remontar de manera increíble un 2 a 0 en contra para terminar ganando por 2 a 3 en la que fue la única derrota de The Strongest por un equipo argentino en La Paz en toda la historia de la Copa Libertadores.
Memorable fue también la Copa Libertadores 1971 aunque no por los resultados, que fueron muy malos, sino porque marcaba el fin del periodo de reconstrucción de The Strongest después de la Tragedia de Viloco de 1969.
En 1980 El Tigre logró ganar todos sus partidos de local, uno de los cuales resultó la única derrota del Club Nacional de Football de Uruguay que ese año sería Campeón con solo un partido perdido. También logró un gran empate frente a Defensor Sporting en Montevideo, pero ni con todos esos resultados pudo superar a Nacional que fue el que clasificó a la siguiente fase.
En la Copa Libertadores 1981 logra obtener el primer lugar de su grupo, pero la Conmebol dictamina que la diferencia de gol no era motivo de desempate y obliga a The Strongest a jugarse el pase a Semifinales contra Wilstermann, también de Bolivia, perdiendo este encuentro.
En 1982 nuevamente consigue el primer puesto del grupo en el que estaban Boca Juniors y River Plate, pero el partido contra River Plate fue impugnado por la mala habilitación de uno de sus jugadores argentinos con lo que quedaba nuevamente fuera en la fase de grupos.
No fue hasta la edición de 1990 que el Tigre logra superar la primera fase al quedar segundo de grupo por gol diferencia. En segunda fase no pudo superar al Club Deportivo Universidad Católica de Chile, perjudicado por el parón por el Mundial de Italia 90 que detuvo en seco la gran campaña que venía realizando.
En 1994 nuevamente lograba los octavos de final al derrotar a los equipos venezolanos en las que serían las mayores goleadas de The Strongest en todas sus participaciones en la Copa al vencer por 7 a 1 a Minerven y 5 a 0 a Sport Marítimo. En octavos, fue eliminado por el club Bolívar con resultado global de 6-1, siendo derrotado por 2-1 en el partido de ida y cayendo goleado 4-0 en la vuelta, a causa de que el equipo atigrado fue desarmado porque los convocados a la Selección nacional se hallaban en España preparándose para el Mundial de USA 94.
Hasta el año 2000 el Tigre no vuelve a disputar la Libertadores, clasificando esta vez en calidad de SubCampeón Boliviano. En esta ocasión no lograría superar tampoco la primera fase, pero dejó dos resultados históricos. Logró la primera y la segunda mayores goleadas de un equipo boliviano sobre uno brasileño al derrotar por 5 a 1 al Juventude y 4 a 2 al Palmeiras.
El año 2001 tampoco tuvo suerte, pero eso no le impidió lograr otro hito al golear a uno de los grandes del fútbol sudamericano al derrotar al River Plate argentino por 4 goles a 1.
No sería hasta el año 2014, 20 años después, que The Strongest lograría nuevamente pasar a los Octavos de final, después de lograr la primera eliminación de un equipo brasileño por uno boliviano cuando venció al Atlético Paranaense en fase de grupos. En la siguiente fase es derrotado en la tanda de penales por un sorprendente Defensor Sporting en Montevideo, después de haber conseguido ganar su partido en La Paz y caer en Montevideo por el mismo marcador, 2-0.

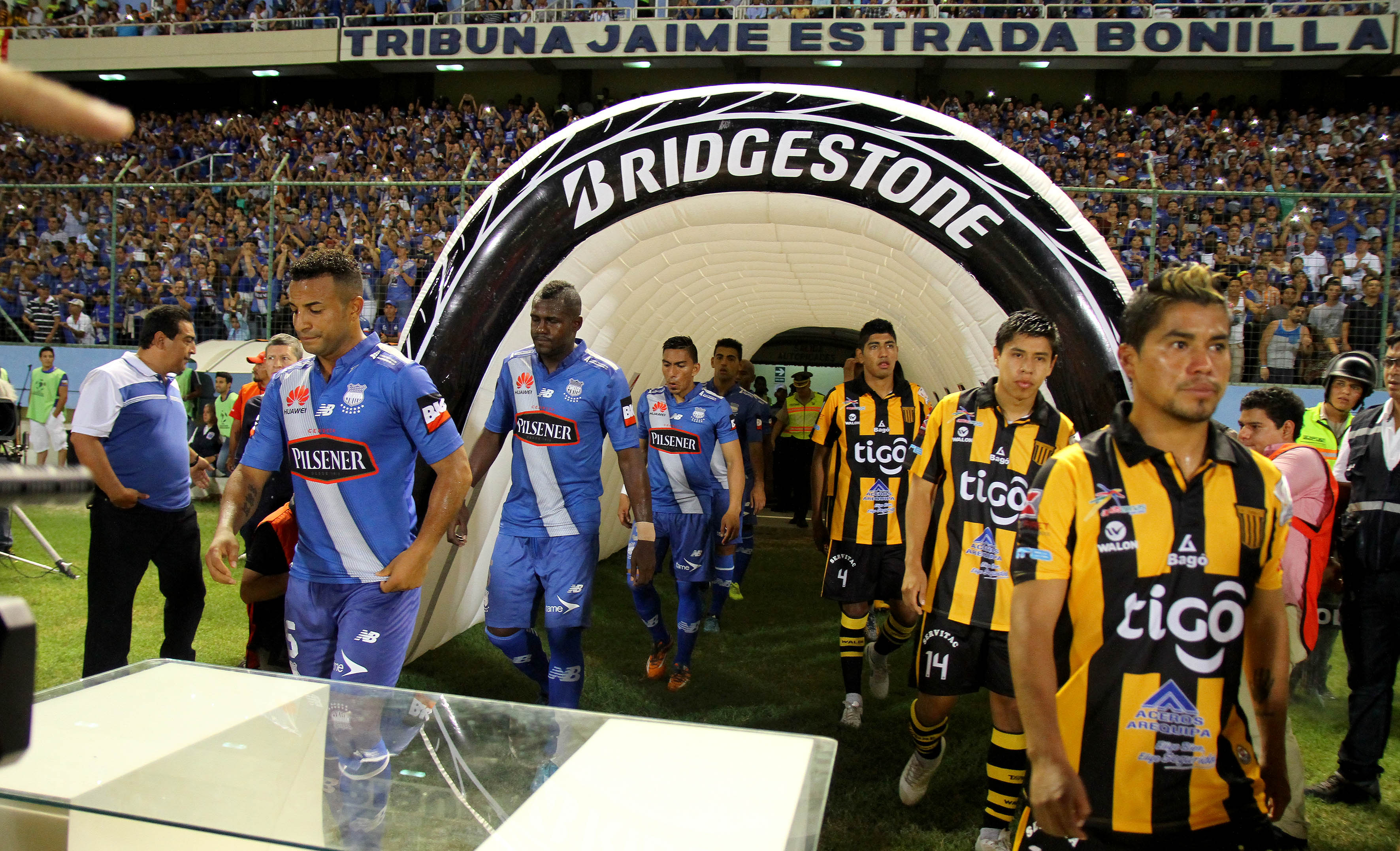
En 2015 The Strongest fue el primer equipo boliviano en superar la fase previa desde la institución de esta en 2005

En la Copa Libertadores 2015 se convirtió en el primer equipo boliviano en superar la fase previa, desde la institución de esta en el año 2005, al vencer al Club Atlético Monarcas Morelia por un global de 3 - 1 (1 - 1 en Morelia y 2 - 0 en La Paz). Sin embargo no logra superar la fase de grupos a pesar de obtener mayor puntaje que al menos dos equipos de otros grupos con un pleno de victorias de local.
En 2016 The Strongest se convierte en el primer equipo boliviano en vencer de visitante a otro de los 'grandes' del continente al derrotar 0-1 al Sao Paulo FC en el Estadio Pacaembú.
En la Copa Libertadores 2017 The Strongest debe superar nuevamente la fase previa, pero una modificación de último momento hizo que el formato planteara 3 fases previas. El Tigre pasó directamente a la segunda donde eliminó al Wanderers de Montevideo con un global de 6 a 0 (0-2 en Montevideo y 4-0 en La Paz. En la siguiente fase elimina al Unión Española de Chile con un global de 6 a 1 (1 a 1 en Santiago de Chile y 5 a 0 en La Paz con lo que logra su clasificación a fase de grupos donde tan solo sufre una derrota que fue en su partido en Sao Paulo frente al Santos FC quedando en segundo lugar del grupo con 2 victorias y 3 empates, dos de estos últimos de visitante en Lima y Bogotá. En octavos de final, enfrenta al finalista de ese año que fue el sorprendente Club Atlético Lanús que logra empatar 1 a 1 en La Paz y derrotar 1 a 0 a The Strongest en Buenos Aires, siendo sin embargo una de las mejores participaciones del Tigre en esta competición, donde marcó un total de 22 goles y obteniendo 5 victorias, 5 empates y solo 2 derrotas en 12 partidos.
En 2018, The Strongest logra superar el récord boliviano máximo de participaciones consecutivas en la principal competición continental al clasificar por séptimo año correlativo, récord que ostentaba el Club Bolívar que lo había conseguido por 6 años en los años 2002 a 2007. En esta Copa Libertadores el club la juega directamente en la fase de grupos porque la reorganización del fútbol boliviano hizo que el Campeón del Torneo de 2016, que fue The Strongest, clasifique a la Copa Libertadores de dos años después. Sin embargo este fue un año malo en términos generales con solo una victoria en 6 partidos, perdiendo partidos incluso de local y quedando último en el grupo, firmando una de las peores participaciones de este periodo de su historia.
The Strongest fue dos veces subCampeón en los dos torneos de 2018, clasificando así a la fase previa de la Copa Libertadores 2019, donde enfrentó al Club Libertad de Paraguay, a quien no puede vencer en ninguno de los partidos empatando en la ida en La Paz, y recibiendo una goleada en Asunción quedando fuera de la Copa de forma prematura.
La atípica Copa Libertadores 2020 marcada por la pandemia del Covid 19, volvió a ser para The Strongest eliminatoria en la previa, esta vez enfrentando a Atlético Tucumán de Argentina con quien fue superior en la ida, aunque eso no se vio reflejado en el marcador que fue de tan solo 2-0 en La Paz a pesar del gran dominio atigrado. En Tucumán el Tigre fue superado ampliamente pero pudo llevar el partido a la serie de los penales, perdiendo por la mínima diferencia, donde Daniel Vaca logró atajar hasta dos penales.
En 2021, The Strongest clasifica nuevamente como subcampeón boliviano a la fase de grupos de la competición, encuadrándose en el grupo más difícil, pues le tocó enfrentar a Boca Juniors campeón argentino, Barcelona de Guayaquil campeón ecuatoriano y Santos de Brasil que en los números venía a ser el más "débil" del grupo, pues llegaba como octavo equipo clasificado por su país. La Copa comenzó muy mal para el Tigre que cayó derrotado ante Boca por 0 a 1 en el Estadio Hernando Siles. Los problemas para los Atigrados continuaron con dos sendas goleadas en condición de visitante, 4 a 0 frente a Barcelona en Guayaquil y 5 a 0 frente a Santos en Sao Paulo. Una pequeña luz de esperanza se encendería con dos buenas victorias frente Barcelona por 2 a 0 y que hasta ese momento era el invicto del grupo, y Santos por 2 a 1, pero la contundente derrota frente a Boca por 3 a 0 en La Bombonera, dejaría al Tigre, una vez más fuera del torneo.
El tercer lugar obtenido por The Strongest en el torneo único boliviano de 2021 le permitió clasificar a la fase 2 de la Copa Libertadores 2022 en la que tuvo como rival a Plaza Colonia, campeón del torneo apertura uruguayo.
Ver también: Anexo:The Strongest en la Copa Libertadores de América

### Otros torneos internacionales oficiales
El Tigre participó en 4 torneos internacionales oficiales aparte de la Copa Libertadores. Estos fueron, la Copa Simón Bolívar de 1976, la Copa Conmebol en 1995 y 1997, la Copa Merconorte en 1998 y 1999 y la Copa Sudamericana en 2003, 2005, 2011 y 2013.
Fue en la primera de estas donde realizó su mejor actuación, pues en la Copa Simón Bolívar 1975 lograba el segundo lugar después de vencer al Campeón, el Atlético Nacional de Colombia por 2 a 1 y a Liga de Quito por el mismo marcador. Solo la diferencia de gol le impediría conseguir su primer título internacional oficial.
No es hasta 1995 que The Strongest participa en otro torneo oficial distinto a la Copa Libertadores. Se trató de la Copa Conmebol, uno de los tantos intentos de la Conmebol de organizar un nuevo torneo internacional. En esta primera versión, The Strongest enfrentó al Atlético Colegiales del Paraguay que logró la hazaña de empatar sin goles contra The Strongest en La Paz para luego vencerlo en Asunción por 2-1. En 1997, participa en este torneo por segunda y última vez enfrentando al Real Santa Cruz, también de Bolivia que sorprendió a The Strongest al ganarle en La Paz 0-2, después de haber empatado en la ida en Santa Cruz de la Sierra 1-1.
En 1998 se crea la Copa Merconorte con equipos de la 'zona norte' de Sudamérica, desde Bolivia hasta Venezuela y posteriormente ampliada hasta los Estados Unidos. The Strongest participó en las dos primeras versiones. En la de 1998, realizó su mejor participación donde quedó segundo de la fase de grupos y en la que venció al futuro Campeón Atlético Nacional en Medellín por 0-2, aunque eso no le bastó para llegar a las semifinales, pues de su grupo solo clasificaba un representante, que fue justamente el equipo colombiano.
En 1999 su participación fue más discreta logrando tan solo 1 victoria y 1 empate, ambos en La Paz.
En 2002, todas las competiciones antes mencionadas se extinguen y reemplazan por la Copa Sudamericana. The Strongest participa por primera vez en la versión de 2003 donde logra desquitarse de lo ocurrido en la Copa Libertadores 1994 y eliminar al Club Bolívar en la tanda de penales después de empatar los dos partidos de primera fase. En octavos de final, logró eliminar al último Campeón, San Lorenzo de Almagro en Buenos Aires con un global de 3 a 2. Finalmente sería eliminado por el gigantesco Sao Paulo Futebol Clube de Rogerio Ceni, Kleber y Luis Fabiano cayendo en los dos partidos de la eliminatoria.
En 2005 nuevamente eliminaba al Club Bolívar, subCampeón de 2004 en la primera fase al ganar los dos partidos que disputaron. En octavos eliminó a Liga de Quito ganando también los dos partidos, con un 2 a 1 en La Paz y un memorable 0 a 3 en Quito. En cuartos de final sería eliminado por gol diferencia por los Pumas de la UNAM con un global de 4 a 3.
En 2011 no pudo superar a Olimpia en la primera fase que eliminó al Tigre por diferencia de gol (3 a 2 global) y en 2013 no pudo con Club Nacional de Asunción a causa del mayor valor del gol visitante (1 a 1 global).
Véase también: Participaciones de The Strongest en competiciones de la Conmebol

## Historia de la infraestructura del Club
El primer campo de juego de The Strongest fue la llamada Pampita de la Tejería, detrás de la Iglesia de San Pedro, cerca de donde discurre la actual calle Cañada Strongest, en ese campo jugaron sus primeros encuentros de fútbol entre 1908 y 1910.
En 1911, con la inauguración del Primer Torneo de Fútbol de la historia de Bolivia, comenzaron a utilizar el Campo de la Avenida Arce, propiedad de la familia Ernst y donde estaban ubicados también los predios del Club Atlantes. También la Asociación de Fútbol de La Paz dispuso la organización de sus primeros torneos de fútbol en este recinto, entre 1914 y 1918.
En 1918, los propietarios del Campo de la Avenida Arce dispusieron la venta del predio, por lo cual la AFLP tuvo que buscar otro recinto, por lo que se mudaron al antiguo Hipódromo Nacional. Entre 1922 y 1930, alternaron algunos partidos entre el Hipódromo (que era el peor sitio) con el llamado 'Estadio Obrero', donde se comenzaron a jugar la mayoría de los torneos y que en la actualidad sigue activo. 

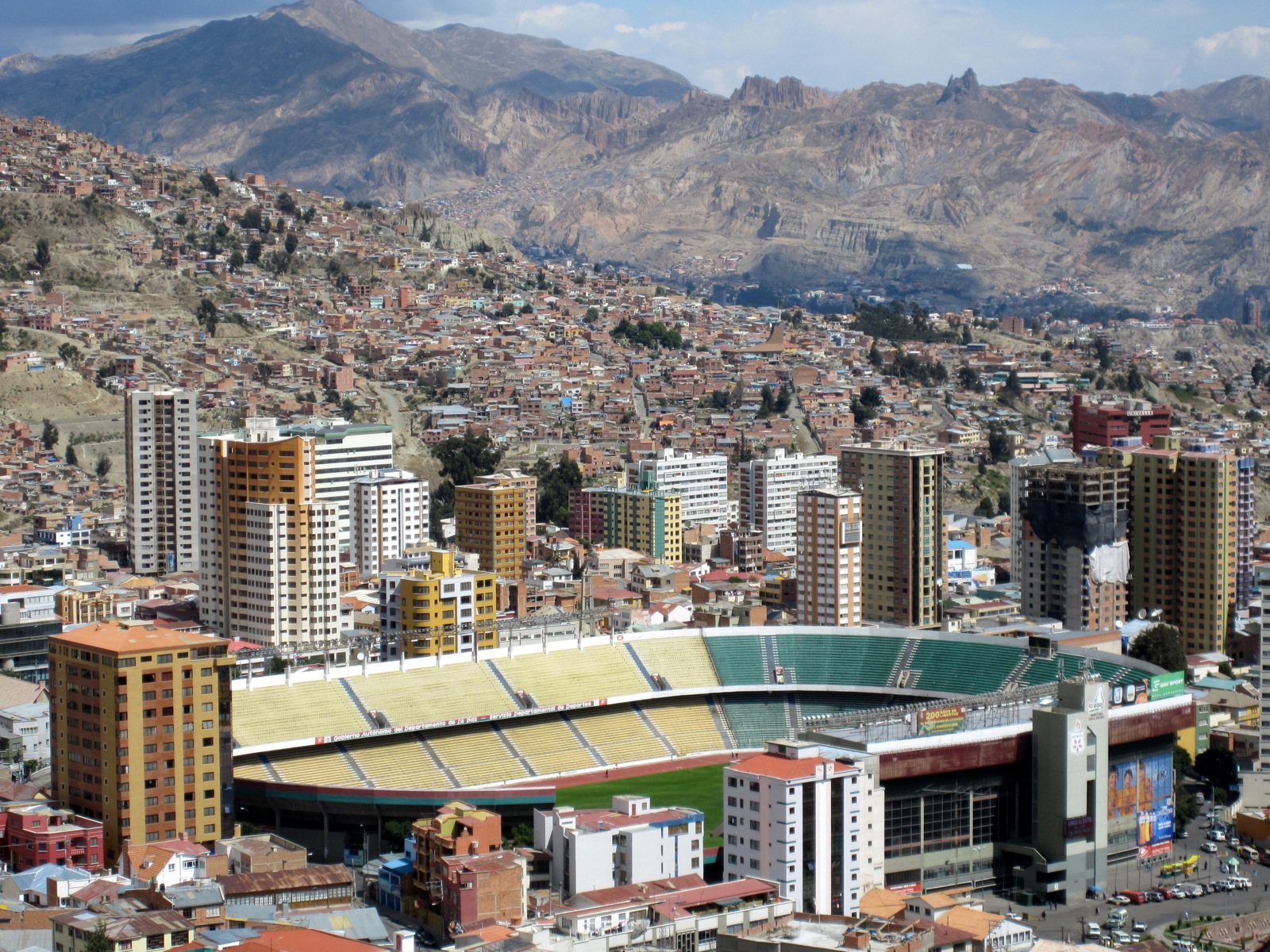
El Estadio Hernando Siles fue inaugurado por The Strongest y Universitario en 1930

En 1923 el Club firma un contrato de alquiler del edificio de oficinas de la esquina entre las calles Comercio y Colón, antigua sede del Banco Alemán Transatlántico.
Desde 1930 sin embargo, los partidos más importantes los jugaron en el Estadio Hernando Siles, el primer gran escenario deportivo de Bolivia, aunque se siguieron utilizando otros escenarios más pequeños como el anteriormente mencionado 'Estadio Obrero'.
Entre 1932 y 1935 el Ingeniero Felipe Murguía, a pedido de la dirigencia de The Strongest, proyecta la construcción de un Centro Social, Cultural y Deportivo, que además de canchas para varias disciplinas deportivas y un gran edificio que albergara la Sede Social, incluía una magnífica obra conmemorativa para los 'Héroes de la Guerra del Chaco' elaborada por el insigne artista paceño y socio del club, don Gallardo Calderón, y que fue puesto en consideración del directorio en mayo de 1934. Se proyectó para ello adquirir los terrenos aledaños al Estadio Hernando Siles, sin embargo el plan de adquirir esos terrenos no prosperó, pero en cambio se obtuvieron otros en la zona de Tembladerani.
Una vez terminada la guerra del Chaco, The Strongest es reconocido por el Gobierno de la República por su gran aporte, tanto material como moral en el esfuerzo bélico y por tanto es recompensado con la sesión a perpetuidad de un terreno de 8000 metros cuadrados en una céntrica zona de la ciudad de La Paz, entre las calle Yungas y el Mercado Frías. En ellas en el año 1938 inaugura sus canchas de tenis y funda el Club de Tenis The Strongest.
Así en 1940, The Strongest inaugura su primera cancha propia en Tembladerani, con capacidad para 5.000 personas y con ambientes para baños, duchas y oficinas, pero fue destruida por una mazamorra de tierra pocos años después de su inauguración.
Los nuevos terrenos donde se tenía proyectado construir un Complejo Deportivo, se ubicaron en Alto Obrajes donde no se construyó nada, sino que se tuvo solo como propiedad inmobiliaria, hasta que lo usaron como parte del pago de los terrenos de Achumani donde tienen su actual Estadio Propio.
En 1962 durante la presidencia de Antonio Asbún Zugby se adquiere el edificio de oficinas que se halla en la intersección de las calles Comercio y Colón a pocas calles de la Plaza Murillo y que venía alquilando los últimos 40 años. Este edificio de gran valor arquitectónico, otro sede del Banco Alemán Transatlántico, fue comprado con el aporte de los socios, así como de los miembros del directorio y hasta dinero de los jugadores. Este inmueble alberga a día de hoy las oficinas centrales del Club.

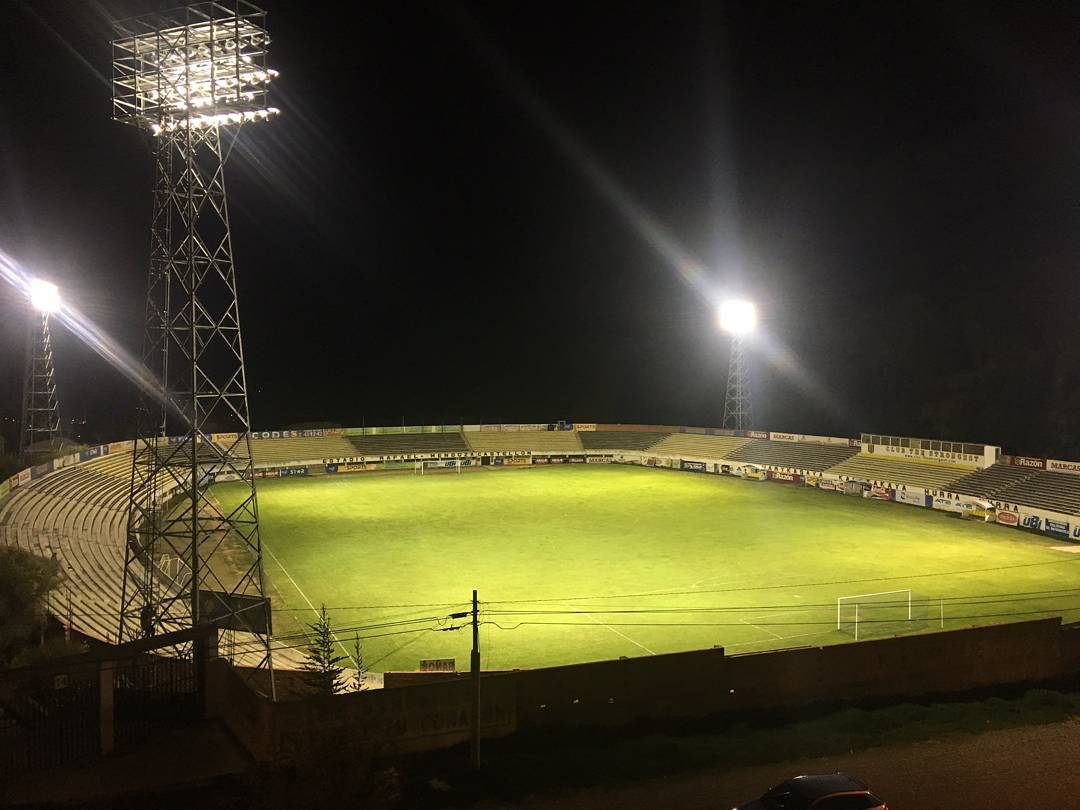
El Estadio Rafael Mendoza Castellón fue inaugurado el 16 de julio de 1986

Las obras de Achumani comenzaron en 1970, pero el Estadio recién se inauguró en 1986, así que cuando el Hernando Siles fue derruido de 1975 hasta 1977 jugaron también en el Estadio Libertador Simón Bolívar de Tembladerani, que en ese tiempo estaba proyectado para ser el Estadio de The Strongest y el Club Bolívar en copropiedad, pero que al final se quedó en propiedad exclusiva Bolívar, aunque la alcaldía se lo reclama.
El año 1981 se termina la construcción de las canchas de Tenis en Achumani, y se traslada y refunda el Club de Tenis The Strongest, por lo que el terreno de la calle Yungas pasa a formar parte de la infraestructura dedicada la práctica del Voleibol.
El 16 de julio de 1986 por fin se inaugura el Estadio Rafael Mendoza Castellón dentro del denominado Complejo Deportivo de Achumani. Este estadio tiene una capacidad para 14.000 personas y cumple con todas las normas FIFA para la realización de partidos tanto a nivel nacional como internacional.
El año 2016 el predio de la calle Yungas pasa a convertirse en la Escuela Cañada Strongest, una vez construidas las canchas de césped sintético, así como los ambientes de duchas y oficinas.
Actualmente The Strongest partidos de Liga y partidos internacionales oficiales en el 'nuevo' Estadio Hernando Siles, y una vez que el Estadio 'Rafo Mendoza' cuenta con iluminación artificial y todas las comodidades propias de un campo de juego oficial con una capacidad para 14mil espectadores, es usado para jugar algunos partidos oficiales y partidos amistosos nacionales e internacionales.